# 悪徳の栄え (1988年の映画)
悪徳の栄え（あくとくのさかえ）は、1988年に公開された日本映画。実相寺昭雄監督作品。にっかつ製作、シネ・ロッポニカ配給。

## キャスト
- 李星蘭：不知火珠江
- 清水紘治：不知火鬼一
- 牧野公昭：犯
- 石橋蓮司：花輪相平
- 寺田農：湯神首男
- 米沢美知子：玉伏森子
- 橘玖海子：はる
- 木築沙絵子：なつ
- 前原祐子：ふゆ
- 杉下なおみ：モヨ
- 河辺かすみ：知奈美
- 日野利彦：料理長
- 山梨ハナ：娼館の女主人
- 吉原正皓：珠江の客の老商人
- 中島葵：園田るい子
- 東丘出陽：白崎麻子
- 佐野史郎：磯貝賢一
- 原保美：男

## スタッフ
- プロデューサー - 伊藤秀裕
- 脚本 - 岸田理生
- 原作 - マルキ・ド・サド
- 音楽 - 松本功
  - 演奏 - 四戸世紀、安田明子、安田謙一郎、土屋律子
- 撮影 - 中堀正夫
- 照明 - 牛場賢二
- 美術 - 池谷仙克
- 舞台美術 - 唐見博
- 録音 - 木村瑛二
- 効果 - 斉藤昌利（東洋音響）
- 編集 - 井上治
- 監督 - 実相寺昭雄